# 乞田
乞田（こった）は、東京都多摩市にある地名。郵便番号は206-0014。

## 地理
多摩市の中央部に位置し、東西に細長い区域である。隣接区域は、東に貝取、西と北に愛宕、南に豊ヶ丘と貝取と永山が隣接している。

### 河川
- 近くを乞田川が流れている。

## その他
- 多摩市役所の近くにある。
- 五差路の交差点があり、そこを中心に住宅街が発展している。

## 世帯数と人口
2018年（平成30年）1月1日現在の世帯数と人口は以下の通りである。
| 大字 | 世帯数    | 人口    |
| ---- | --------- | ------- |
| 乞田 | 1,233世帯 | 2,535人 |

## 小・中学校の学区
市立小・中学校に通う場合、学区は以下の通りとなる。
| 番地                                                                                                | 小学校                 | 中学校                 |
| --------------------------------------------------------------------------------------------------- | ---------------------- | ---------------------- |
| 1240番地、1245～1254番地 1281～1295番地、1328番地 1334～1341番地、1360～1362番地 1425番地～1429番地 | 多摩市立永山小学校     | 多摩市立多摩永山中学校 |
| 1430番地、1436～1437番地                                                                            | 多摩市立北諏訪小学校   | 多摩市立諏訪中学校     |
| その他                                                                                              | 多摩市立多摩第三小学校 | 多摩市立東愛宕中学校   |

## 交通
最寄り駅は京王相模原線と小田急多摩線の永山駅である。このほか域内を京王バスや神奈中バスによるバス路線が通っており、聖蹟桜ヶ丘駅や多摩センター駅にも出ることができる。

## 施設
- 多摩市立乞田・貝取コミュニティセンター
- 多摩市立多摩第三小学校